# Les Deux Chaperons rouges
Pour plus de détails, voir Fiche technique et Distribution.
Les Deux Chaperons rouges (Little Rural Riding Hood) est un cartoon réalisé par Tex Avery en 1949. Ce dessin animé est une réécriture du célèbre conte Le Petit Chaperon rouge.

## Synopsis
Le film s'amorce sur la version champêtre bien connue du Petit Chaperon rouge où l'héroïne, une jeune campagnarde maigrichonne aux grands pieds, explique au public sa mission d'aller porter de la nourriture à sa mère-grand, malade et alitée, qui vit sur une ferme. L'attention se déplace alors sur la ferme en question où un loup apparaît, coiffé d'un bonnet et déjà installé dans le lit de mère-grand. Il avoue tout de go au public qu'il ne veut pas manger le Petit Chaperon rouge, mais souhaite l'embrasser, car il en est follement amoureux.
Après une poursuite burlesque et absurde autour de la ferme et dans la maison, pendant laquelle le loup donne par mégarde un baiser à une vache, les deux protagonistes se préparent enfin à s'embrasser quand survient un télégramme adressé au loup. C'est son cousin de la ville qui l'invite pour voir l'équivalent citadin de son Chaperon rouge, et une photo jointe au télégramme révèle au loup des champs la superbe pin-up déjà vue dans le film Le Petit Chaperon rouge (1943). En voyant cette photo, le loup a un intense coup de foudre, exprimé de façon outrancière et fortement connotée sexuellement. Immédiatement dégoûté par son Chaperon rouge de la campagne, qui attend toujours un baiser de son loup, ce dernier la dédaigne, lui donne la vache à embrasser et part illico pour la ville.
Contrairement à son cousin, le loup de la ville est un riche, suave et très sophistiqué séducteur qui emmène le loup des champs dans un club où la pin-up Chaperon rouge exécute son numéro de danse (une scène empruntée à Swing Shift Cinderella). Le loup des champs, dans un état d'excitation superlatif, trépigne, siffle et se pourlèche pendant tout le numéro de la belle. Cependant, avant qu'il ne puisse se précipiter sur la scène pour l'embrasser, le loup de la ville l'arrête (en saisissant ses bretelles, en y plaçant un marteau, puis en le lâchant pour le faire retomber) et le ramène à la campagne, jugeant avec condescendance que la vie en ville génère vraiment trop d'émotions pour son cousin.
À leur arrivée à la ferme, ils trouvent le Chaperon rouge du pays qui les attend. En voyant la jeune fille aux grands pieds, maigrichonne et laide, le loup de la ville en devient, étonnamment, épris au point d'avoir des réactions outrancières similaires à celles que le loup des champs avait pour la pin-up du club. Le loup de la ville se précipite vers elle, mais est arrêté dans son élan par son cousin de la même manière que le loup de la ville l'avait arrêté un peu plus tôt. Décelant une occasion de revoir le Chaperon rouge pin-up, le loup des champs décide de ramener chez lui son cousin de la ville, affirmant avec condescendance qu'il juge que la vie à la campagne est trop pour son citadin cousin.

## Fiche technique
- Titre original : Little Rural Riding Hood
- Réalisateur : Tex Avery
- Animateurs : Irven Spence (non crédité), Preston Blair (non crédité), Ed Love (non crédité) et Claude Smith (artiste agencement non crédité)
- Musique : Scott Bradley (musique originale) (non crédité), Imogene Lynn (département musique) (non crédité)
- Producteur : Fred Quimby pour la Metro-Goldwyn-Mayer cartoon studio (non crédité), Loew's Incorporated
- Distribution : Métro-Goldwyn-Mayer, Loew's Incorporated (seulement aux USA et au cinéma)
- Genre : Comédie, Film d'animation
- Pays :  États-Unis
- Langue : anglais
- Format : Couleur (Technicolor) - 1,37:1 – Monophonique - 35 mm
- Durée : 6 minutes
- Date de sortie : 17 septembre 1949 (USA)